# Sławomir Wolk
Sławomir Wolk (né à une date inconnue) est un entraîneur de football polonais.
Il est le sélectionneur de l'équipe de Tanzanie lors de la Coupe d'Afrique des nations 1980 organisée au Nigeria.